# Johannes E. Bischoff
Johannes E. Bischoff (* 12. August 1913 in Coburg; † 19. April 2004 in Erlangen) war ein deutscher Archivar.

## Leben
Johannes E. Bischoff wurde in Coburg geboren. Sein Vater, ein Musiklehrer und Kaufmann, verstarb bereits 1928 und Bischoff war Halbwaise. Nach dem Abitur, welches er 1933 an der Oberrealschule in Regensburg ablegte, musste er frühzeitig für seinen Lebensunterhalt selbst sorgen. Er absolvierte einen Fernkurs für Journalismus und verfasste Beiträge für die Allgemeine Rundschau, die Fränkische Zeitung in Ansbach, die Nürnberger Bürgerzeitung sowie den Fränkischen Kurier. Von 1935 bis 1939 war er für die Zeitungsrubrik Familiengeschichtliche Ecke verantwortlich. 1934 wurde er vom Bezirk Mittelfranken der Deutschen Adelsgenossenschaft beauftragt, Familienpapiere und Archive zu sammeln und zu ordnen. Diese Tätigkeit ermöglichte ihm, sich Erfahrungen im Archivwesen anzueignen. Ab 1936 war er als selbstständiger Berufsgenealoge, genealogischer Schriftsteller und Kulturhistoriker tätig. Seine Mutter war seit einem Unfall im Juli 1937 arbeitsunfähig und Bischhoff war für den Verdienst des Lebensunterhalts alleine verantwortlich. 1936 übernahm er auch die Schriftleitung der Zeitschrift Fränkische Ahnen, welche er bis 1940 führte. Er arbeitete zudem für das Department of German an der Universität Kalifornien zu handwerksgeschichtlichen Themen. Vom Institute of American Genealogy, House for Genealogical Information in Chicago, wurde er 1939 zum „Fellow“ ernannt. Im Winter 1934 und 1939/40 besuchte er als Gasthörer Vorlesungen zu Familienrecht, Geschichte, Kunstgeschichte und Bibliothekswissenschaften an der Städtischen Hindenburghochschule in Nürnberg und an der Universität Erlangen-Nürnberg.
Von 1940 bis 1945 war Bischoff im Militärdienst und geriet gegen Ende des Krieges in amerikanische Kriegsgefangenschaft. Er kehrte nach der Gefangenschaft zurück nach Erlangen. Ende 1945 wurde er zum Verwalter des Stadtarchivs, des städtischen Heimatmuseums und der Stadtbücherei Erlangen ernannt; 1946 erhielt er zusätzlich die Funktion des Archivpflegers für den Landkreis Erlangen. Da er kein abgeschlossenes Studium vorweisen konnte, musste er zunächst eine Bescheinigung des Staatsarchivs Nürnberg als Archivanwärter erhalten und 1949/50 die Anstellungsprüfung für den gehobenen Verwaltungsdienst nachholen. Im Oktober 1950 wurde er zum außerplanmäßigen Stadtinspektor, ein Jahr später zum Stadtinspektor und 1953 zum Stadtarchivar ernannt. 1978 trat er in den Ruhestand.
Johannes E. Bischoff hat mehrere Bücher veröffentlicht, unter anderem zur Geschichte der deutschen Hugenotten. Darüber hinaus finden sich ab 1933 zahlreiche Artikel für Zeitschriften und Buchbeiträge von ihm, die sich insbesondere mit der Geschichte Erlangens auseinandersetzen. Beispiele hierfür sind Die alten Erlanger Gotteshaus-Siegel (1950), Erlangens Buchbinder als Handwerk und Universitätszunft (1950), Zur Frühgeschichte Erlangens. Das vorfränkische Erlwang (1956) und Der Friedhof um die Erlanger Altstädter Kirche (1957).
Sein Nachlass wurde vom staatlichen Archiv Bayern archiviert.

## Ehrungen und Auszeichnungen
- 1973: Verdienstmedaille Bene merenti in Silber der Bayerischen Akademie der Wissenschaften
- 1983: Verdienstkreuz am Bande des Verdienstordens der Bundesrepublik Deutschland
- 1997: Heinrich-von-Mosch-Medaille des Historischen Vereins für Mittelfranken
- 1999: Ehrennadel in Gold des Deutschen Imkerbundes

## Schriften (Auswahl)
- Die Zeidelhuben und Bienenpflege im Sebalder Reichswald zwischen Erlangen und Nürnberg in siedlungs- und waldgeschichtlicher Sicht. Laßleben, Kallmünz 1956.
- Genealogie der Ministerialen von Blassenberg und Freiherren von [und zu] Gutenberg 1148–1970. Schöningh, Würzburg 1971, ISBN 978-3-87717-272-8.
- (Hrsg.) Hugenotten in Franken, Verlag des Deutschen Hugenotten-Vereins, Sickte 1979
- Leben und Wirken des D[okto]r Hellmut Kunstmann: Dokumentation seiner Veröff.; mit Gesamtverz. aller von ihm erforschten fränk. Wehranlagen, Burgen u. Schlösser. Palm und Enke Verlag, Erlangen 1981, ISBN 978-3-7896-0054-8.
- Lexikon deutscher Hugenotten-Orte. Mit Literatur- und Quellen-Nachweisen für ihre evangelisch-reformierten Réfugiés-Gemeinden von Flamen, Franzosen, Waldensern und Wallonen. Deutscher Hugenotten-Verein, Bad Karlshafen 1994, ISBN 978-3-9802515-8-7.